# Ecuador op de Paralympische Zomerspelen 2020
Ecuador was een van de landen die deelnam aan de Paralympische Zomerspelen 2020 in Tokio, Japan.

## Medailleoverzicht
| Atletiek | Poleth Isamar Mendes Sanchez | Kogelstoten, F20 (v) | Goud  |  |  |
|          |                              |                      |       |  |  |
| Atletiek | Anais Mendez                 | Kogelstoten, F20 (v) | Brons |  |  |
| Atletiek | Kiara Rodriguez              | Verspringen, T47 (v) | Brons |  |  |

## Deelnemers en resultaten
(m) = mannen, (v) = vrouwen 

### Atletiek

#### Baanonderdelen
| Atleet                                             | Onderdeel       | Series              | Series              | Finale    | Finale |
| Atleet                                             | Onderdeel       | Resultaat           | Rang                | Resultaat | Rang   |
| -------------------------------------------------- | --------------- | ------------------- | ------------------- | --------- | ------ |
| Damian Carcelen                                    | 400 m, T20 (m)  | 0:49.35             | 7e                  | 0:49.02   | 8e     |
| Darwin Castro Gids: Diego Patricio Arevalo Vizhnay | 1500 m, T11 (m) | 4:13.74             | 5e                  | 4:10.24   | 5e     |
| Darwin Castro Gids: Diego Patricio Arevalo Vizhnay | 5000 m, T11 (m) | Niet van toepassing | Niet van toepassing | 15:49.60  | 6e     |
| Anderson Alexander Colorado Mina                   | 400 m, T20 (m)  | 0:48.89             | 5e                  | 0:48.58   | 6e     |
|                                                    |                 |                     |                     |           |        |
| Kiara Rodriguez                                    | 100 m, T47 (v)  | 0:12.54             | 6e                  | 0:12.55   | 6e     |

#### Veldonderdelen
| Paralympiër                   | Onderdeel            | Resultaat | Prestatie    |
| ----------------------------- | -------------------- | --------- | ------------ |
| Damian Carcelen               | Verspringen, T20 (m) | 10e       | 6.24         |
| Roberto Carlos Chala Espinoza | Verspringen, T20 (m) | 8e        | 6.56         |
| Jordi Patricio Congo Villalba | Kogelstoten, F20 (m) | DNS       | Niet gestart |
|                               |                      |           |              |
| Poleth Isamar Mendes Sanchez  | Kogelstoten, F20 (v) | Goud      | 14.39        |
| Anais Mendez                  | Kogelstoten, F20 (v) | Brons     | 14.06        |
| Kiara Rodriguez               | Verspringen, T47 (v) | Brons     | 5.63         |

Afghanistan · 
Algerije · 
Amerikaanse Maagdeneilanden · 
Angola · 
Argentinië · 
Armenië · 
Aruba · 
Australië · 
Azerbeidzjan · 
Bahrein · 
Barbados · 
Belarus · 
België · 
Benin · 
Bermuda · 
Bosnië en Herzegovina · 
Botswana · 
Brazilië · 
Bulgarije · 
Burkina Faso · 
Burundi · 
Cambodja · 
Canada · 
Centraal-Afrikaanse Republiek · 
Chili · 
China · 
Chinees Taipei · 
Colombia · 
Congo-Brazzaville · 
Congo-Kinshasa · 
Costa Rica · 
Cuba · 
Cyprus · 
Denemarken · 
Dominicaanse Republiek · 
Duitsland · 
Ecuador · 
Egypte · 
El Salvador · 
Estland · 
Ethiopië · 
Faeröer · 
Fiji · 
Filipijnen · 
Finland · 
Frankrijk · 
Gabon · 
Gambia · 
Georgië · 
Ghana · 
Griekenland · 
Groot-Brittannië · 
Guatemala · 
Guinee · 
Guinee‑Bissau · 
Haïti · 
Honduras · 
Hongarije · 
Hongkong · 
Ierland · 
IJsland · 
India · 
Indonesië · 
Irak · 
Iran · 
Israël · 
Italië · 
Ivoorkust · 
Jamaica · 
Japan · 
Jordanië · 
Kaapverdië · 
Kameroen · 
Kazachstan · 
Kenia · 
Kirgizië · 
Koeweit · 
Kroatië · 
Laos · 
Lesotho · 
Letland · 
Libanon · 
Liberia · 
Libië · 
Litouwen · 
Luxemburg · 
Madagaskar · 
Maleisië · 
Mali · 
Malta · 
Marokko · 
Mauritius · 
Mexico · 
Moldavië · 
Mongolië · 
Montenegro · 
Mozambique · 
Namibië · 
Nederland · 
Nepal · 
Nicaragua · 
Nieuw-Zeeland · 
Niger · 
Nigeria · 
Noord-Macedonië · 
Noorwegen · 
Oeganda · 
Oekraïne · 
Oezbekistan · 
Oman · 
Oostenrijk · 
Pakistan · 
Palestina · 
Panama · 
Papoea-Nieuw-Guinea · 
Peru · 
Polen · 
Portugal · 
Puerto Rico · 
Qatar · 
Roemenië · 
Russisch Paralympisch Comité ·
Rwanda · 
Saint Vincent en Grenadines · 
Samoa · 
Saoedi-Arabië · 
Sao Tomé en Principe · 
Senegal · 
Servië · 
Seychellen · 
Sierra Leone · 
Singapore · 
Slovenië · 
Slowakije · 
Somalië · 
Spanje · 
Sri Lanka · 
Syrië · 
Tadzjikistan · 
Tanzania · 
Thailand · 
Togo · 
Tonga · 
Trinidad en Tobago · 
Tsjechië · 
Tunesië · 
Turkije · 
Turkmenistan · 
Uruguay · 
Venezuela · 
Verenigde Arabische Emiraten · 
Verenigde Staten · 
Vietnam · 
Zimbabwe · 
Zuid-Afrika · 
Zuid-Korea · 
Zweden · 
Zwitserland
Paralympisch Vluchtelingen Team